# Johann Salomon Wahl
 (juillet 2025).
Johann Salomon Wahl (1689, Chemnitz - 5 décembre 1765, Copenhague) est un artiste allemand devenu peintre de cour au Danemark.

## Biographie
Il se forme à la peinture entre 1705 et 1711 auprès de David Hoyer (1667-1720), peintre de la cour de Leipzig. Après cela, il s'installe à Hambourg, où il travaille comme portraitiste pour le Holstein. En 1719, il est appelé au Danemark pour travailler pour la famille royale danoise.
Lorsque Christian VI monte sur le trône en 1730, Wahl est nommé peintre de la cour. En 1737, il prend en charge l'administration de la Collection royale. En 1744, il devient membre honoraire de l'Académie des beaux-arts de Florence.
Il est parmi les premiers artistes du Nord à appliquer les nouveaux styles français de peinture de portrait, mettant l'accent sur sa position dans la société plutôt que sur sa personnalité, bien que ses portraits de personnes extérieures à la noblesse aient tendance à être de style plus libre.